# Jang Čung-mo
Jang Čung-mo (korejsky 양 정모, anglickým přepisem Yang Jung-mo; * 21. ledna 1953 Pusan, Jižní Korea) je bývalý jihokorejský zápasník, volnostylař. V roce 1976 vybojoval zlatou medaili v kategorii do 62 kg na olympijských hrách v Montréalu a stal se tak prvním olympijským šampionem Jižní Koreje. V roce 1975 vybojoval bronz a v roce 1978 stříbro na mistrovství světa. V roce 1978 zvítězil na Asijských hrách. Civilním povoláním je profesor tělesné výchovy na univerzitě Dong-A.